# Bragelogne-Beauvoir
Bragelogne-Beauvoir ist eine französische Gemeinde mit 221 Einwohnern (Stand 1. Januar 2022) im Département Aube in der Region Grand Est; sie gehört zum Arrondissement Troyes und zum Kanton Les Riceys.
Die Gemeinde wurde 1973 aus den Gemeinden Bragelogne und Beauvoir-sur-Sarce gebildet.

## Bevölkerungsentwicklung
| Jahr      | 1975 | 1982 | 1990 | 1999 | 2008 | 2017 |
| Einwohner | 277  | 265  | 284  | 271  | 278  | 243  |

## Sehenswürdigkeiten
- Kirche Assomption-de-la-Vierge, Beauvoir-sur-Sarce
- Kirche Saint-Pierre-ès-Liens, Bragelogne